# Gonomyia (Teuchogonomyia) quadrilobata
Gonomyia (Teuchogonomyia) quadrilobata is een tweevleugelige uit de familie steltmuggen (Limoniidae). De soort komt voor in het Palearctisch gebied.